# Кировское лесничество
Ки́ровское лесничество — находится в пределах Ловозерского и Терского районов, на территориях подчинённых, Кировской, Апатитской и Оленегорской администрациям, Мурманской области, Россия.
В составе лесничества, числятся: 2 участковых лесничества. Это — Кировское и Апатитское участковые лесничества.
Площадь лесничества составляет — 684684 га, шестое по площади в округе.
Рельеф территории лесничества равнинный.

## Адрес управления
г. Апатиты, Северная улица, д. 24 кв. 2.

## Участковые лесничества
| № | Название лесничества |
| - | -------------------- |
| 1 | Кировское            |
| 2 | Апатитское           |